# اوآسیس (آلبوم بد بانی و جی بالوین)
| بررسی جمعی    | بررسی جمعی |
| منبع          | رتبه‌بندی   |
| ------------- | ---------- |
| متاکریتیک     | 79/100     |
| بررسی انتقادی |            |
| منبع          | رتبه‌بندی   |
| آل‌میوزیک      | [ ۳ ]      |
| پیچفورک مدیا  | 8.0/10     |

اوآسیس (به انگلیسی: Oasis) یک آلبوم مشترک از خواننده کلمبیایی جی بالوین و خواننده پورتو ریکویی بد بانی است، که در تاریخ ۲۸ ژوئن ۲۰۱۹ منتشر شد. ترانه «چی میخوای» (Qué Pretendes) به همراه کل آلبوم منتشر شد.

## زمینه
اُآسیس اولین بار در مصاحبهٔ جی بالوین با مجری رادیو Beats 1، اِبرو داردِن، در سپتامبر ۲۰۱۸ اعلام شد. این آلبوم به عنوان یک صدای جدید و «تازه» تلقی می‌شود. در بدو انتشار، بد بانی آن را «یک آلبوم فوق‌العاده و تازه، نجات و تسکین» معرفی کرد، در حالی که جی بالوین گفت که آنها (او و بد بانی) همیشه هم نظر هستند (طول موج یکسان دارند) «هر چه بد بانی دوست دارد من هم دوست دارم».

## تولید
بیشتر این آلبوم توسط تاینی (Tainy) و اِسکای رُمپیِندو(Sky Rompiendo) تهیه شده‌است به جز دو آهنگ "ازت متنفرم" (Odio) و "مثل یک بچه" (Como un Bebé)، که قبلاً توسط Sky و HTM , Legendary Beatz ساخته شده بودند.

## لیست آهنگ‌های آلبوم
اقتباس شده از موسیقی اپل، با اعتبارات سازگار از Tidal.
| شماره      | نام                                             | نویسنده(ها)                                                                  | تهیه‌کنندگان     | مدت   |
| ---------- | ----------------------------------------------- | ---------------------------------------------------------------------------- | --------------- | ----- |
| ۱.         | «افکار (Mojaita)»                               | Benito Martinez José Osorio Alejandro Ramírez                                | اِسکای           | ۳:۰۷  |
| ۲.         | «گرفتم (Yo Le Llego)»                           | Martinez Osorio Marco Masís                                                  | تاینی           | ۴:۰۹  |
| ۳.         | «ازش مراقبت می‌کنم(Cuidao por Ahí)»              | Martinez Osorio Masís Jesús Nieves                                           | تاینی           | ۳:۱۸  |
| ۴.         | «چی میخوای(Qué Pretendes)»                      | Martinez Osorio Ramírez Daniel Taborda                                       | اِسکای           | ۳:۴۲  |
| ۵.         | «آهنگ(La Canción)»                              | Martinez Osorio Ramírez Jose Arroyo                                          | نیکائیل اورویو  | ۴:۰۲  |
| ۶.         | «یک پِسو(Un Peso)» (به همراه مارسیانو کارترو)    | Martinez Osorio Masís Ramírez Horacio Cantero                                | تاینی           | ۴:۳۷  |
| ۷.         | «ازت متنفرم(Odio)»                              | Martinez Osorio Ramírez Luián Malavé Hector Ramos Edgar Semper Xavier Semper | Sky HTM         | ۴:۳۰  |
| ۸.         | «مثل یک بچه(Como un Bebé)» (به همراه مِستر ایزی) | Martinez Osorio Masís Ramírez Jose Arce                                      | Legendury Beatz | ۳:۳۸  |
| مجموع مدت: | مجموع مدت:                                      | مجموع مدت:                                                                   | مجموع مدت:      | ۳۱:۰۳ |

## در جدول آهنگ‌های برتر
| منطقه                                          | صدور گواهینامه | واحد گواهی شده / فروش |
| ---------------------------------------------- | -------------- | --------------------- |
| ایالات متحده (RIAA)                            | طلا (لاتین)    | 30000 پیوند=          |
| پیوند= فروش + آمار بر اساس گواهینامه به تنهایی |                |                       |